# Merindad de Durango

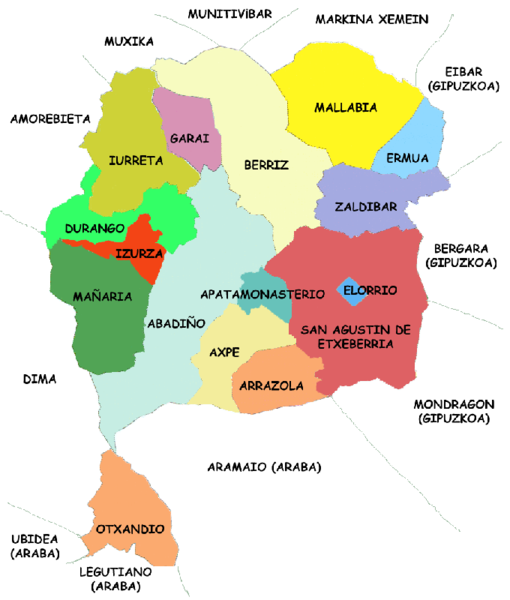
Mappa delle elizate e delle cittadine che componevano la Merindad di Durango

La Contea di Durango (in basco Durangoko Merinaldea), conosciuta anche come Terra di Durango e Merindad di Durango, era l'antica amministrazione politica del territorio che ora è conosciuto come Durangaldea, nella regione basca di Biscaglia. Questa amministrazione politica comprendeva tutte le città e gli elizati che esistevano nel suo territorio. Gli elizati erano tutti governati dai Fuero, mentre le città avevano la loro legge. La contea di Durango era uno stato vassallo del Regno di Pamplona (poi Navarra) e nel XIII secolo divenne parte costituente della Signoria di Biscaglia. Da allora fa parte del territorio di Biscaglia. La sua capitale era la città di Durango.

## Storia
Il primo riferimento noto dell'esistenza di un'organizzazione politica nel territorio di Durango risale all'anno 1050, quando Eneco Lupiz viene nominato reggente dei "territori di Biscaglia e Durango". Appare di nuovo nel verbale di un comitato svoltosi nella Elizate di Sant'Agostino-Etxebarria nell'anno 1053, questa volta col nome Duranko. La contea di Durango è menzionata anche lungo la contea di Álava in relazione alla sua stretta relazione con il regno di Navarra. Durante l'XI secolo le terre di Durango, insieme alla Signoria di Biscaglia, cambiarono numerose volte la propria dipendenza fra i regni di Castiglia e Navarra, che combattevano tra loro per la conquista di queste terre. Nel 1200, Alfonso VIII di Castiglia invase la contea di Alava e assediò la città di Vitoria. Alava e Durango vengono infine conquistate dalla Castiglia. Nell'anno 1212, il re castigliano Alfonso VIII annette la Contea di Durango alla Signoria di Biscaglia, che viene assegnata a Diego López II de Haro per i suoi sforzi bellici nella battaglia di Las Navas de Tolosa. Tuttavia, Durango mantenne la sua autonomia economica e politica, nonostante facesse ora parte della Signoria.

## Territorio
La contea di Durango era formata da dodici elizati e quattro paesi o città che occupano lo stesso territorio che oggi occupa Durangaldea, una regione della provincia di Biscaglia e successore di questa contea. Gli elizati erano Abadiño, Berriz, Mallabia, Mañaria, Iurreta, Garai, Zaldibar, Arrazola, Axpe, Apatamonasterio, Izurtza e San Agustin-Etxebarria, mentre le quattro città erano Durango (la capitale), Elorrio, Ermua e Otxandio.
Nel 1630 Elorrio annette l'elizate di Sant'Agostino-Etxebarria, e recentemente gli elizati di Axpe, Arrazola e Apatamonasterio si sono uniti formando il comune di Atxondo.

## Istituzioni politiche
Ci sono due luoghi in cui si sono svolte le riunioni dei Consigli di Duranguesado, entrambi ad Abadiño: la Casa Auditorio di Astola e la piazza forale di Guerediaga.

### La Casa Auditorio

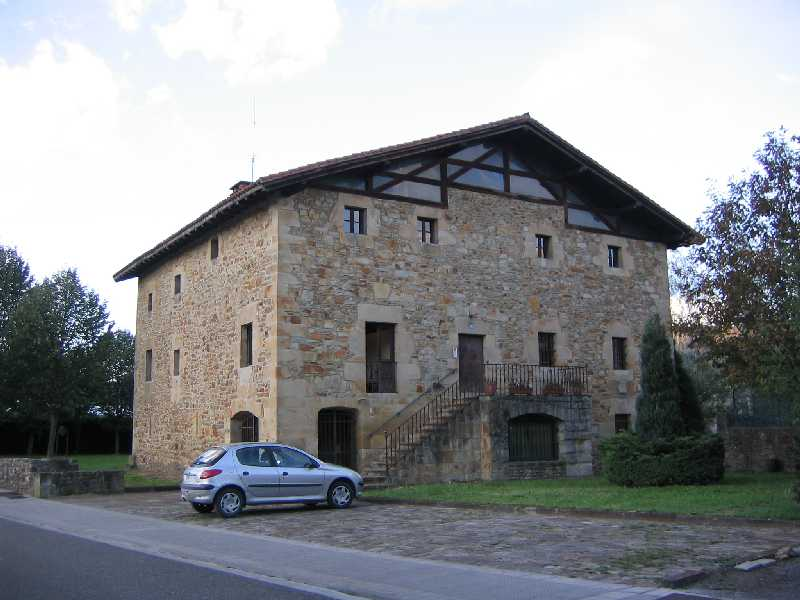
Casa di Astola ad Astola (Abadiño)

Gli incontri ordinari tra i rappresentanti degli elizati e delle città si tenevano nella cosiddetta Sala delle Udienze. La prima casa delle udienze documentata si trovava nel quartiere di Kurutzesaga a Durango, noto come "la vecchia udienza" ed è noto che c'erano problemi sulla sua proprietà tra la contea e l'amministrazione della città di Durango.
Nel 1578, molto tempo dopo l'incorporazione della contea nella Signoria di Biscaglia, viene acquisita la Casa di Astola e le riunioni vennero spostate là. Questa casa risale all'anno 1570 e prese il posto di una precedente, distrutta da un incendio. Nella casa di Astola vivevano alcune delle autorità della contea e fungeva anche da prigione.

### La piazza forale di Guerediaga

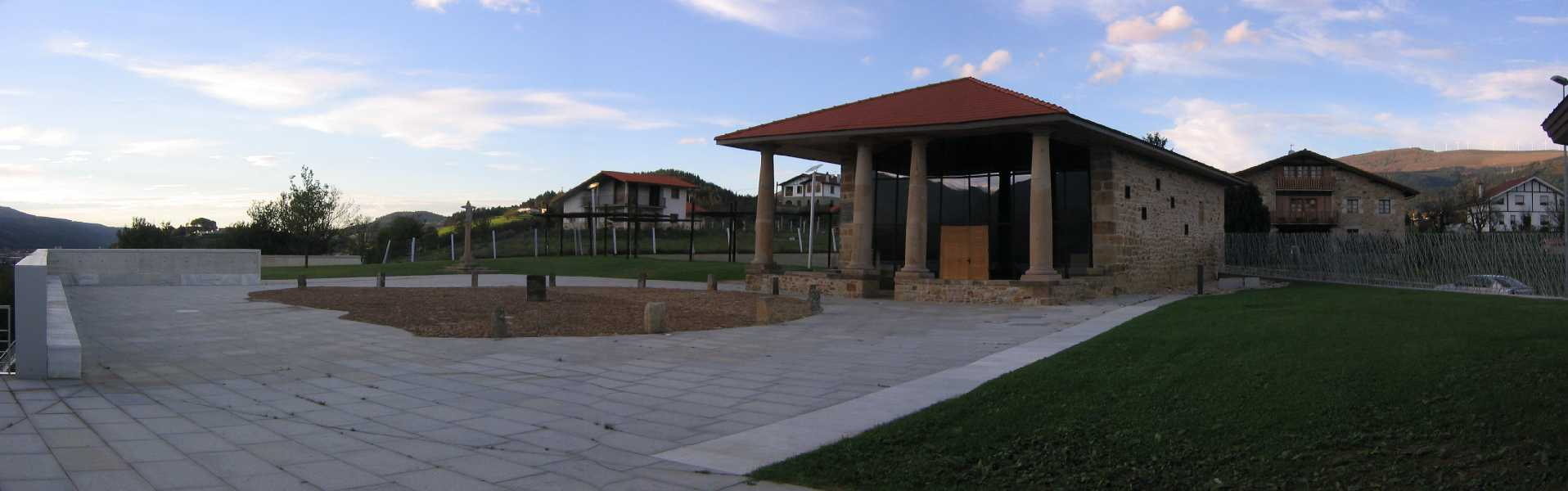
La piazza forale di Guerediaga nel 2005

Gli incontri straordinari tra i rappresentanti della Contea erano svolti in una piazza tra gli eremi di San Salvador e San Clemente nel quartiere di Gerediaga, ad Abadiño, sotto una quercia e seduti su pietre poste a semicerchio. L'edificio si trova ancora nella sua posizione originale ed è stato recentemente riformato dal governo di Biscaglia. La quercia è andata perduta intorno al XVIII secolo.